# Egyptisk fot
| T.h. En så kallad egyptisk fot. Notera att stortån är längst.T.v. Egyptisk relief av en "egyptisk fot" i profil.  |  | T.h. En så kallad egyptisk fot. Notera att stortån är längst.T.v. Egyptisk relief av en "egyptisk fot" i profil. |
| T.h. En så kallad egyptisk fot. Notera att stortån är längst. T.v. Egyptisk relief av en "egyptisk fot" i profil. |  | |

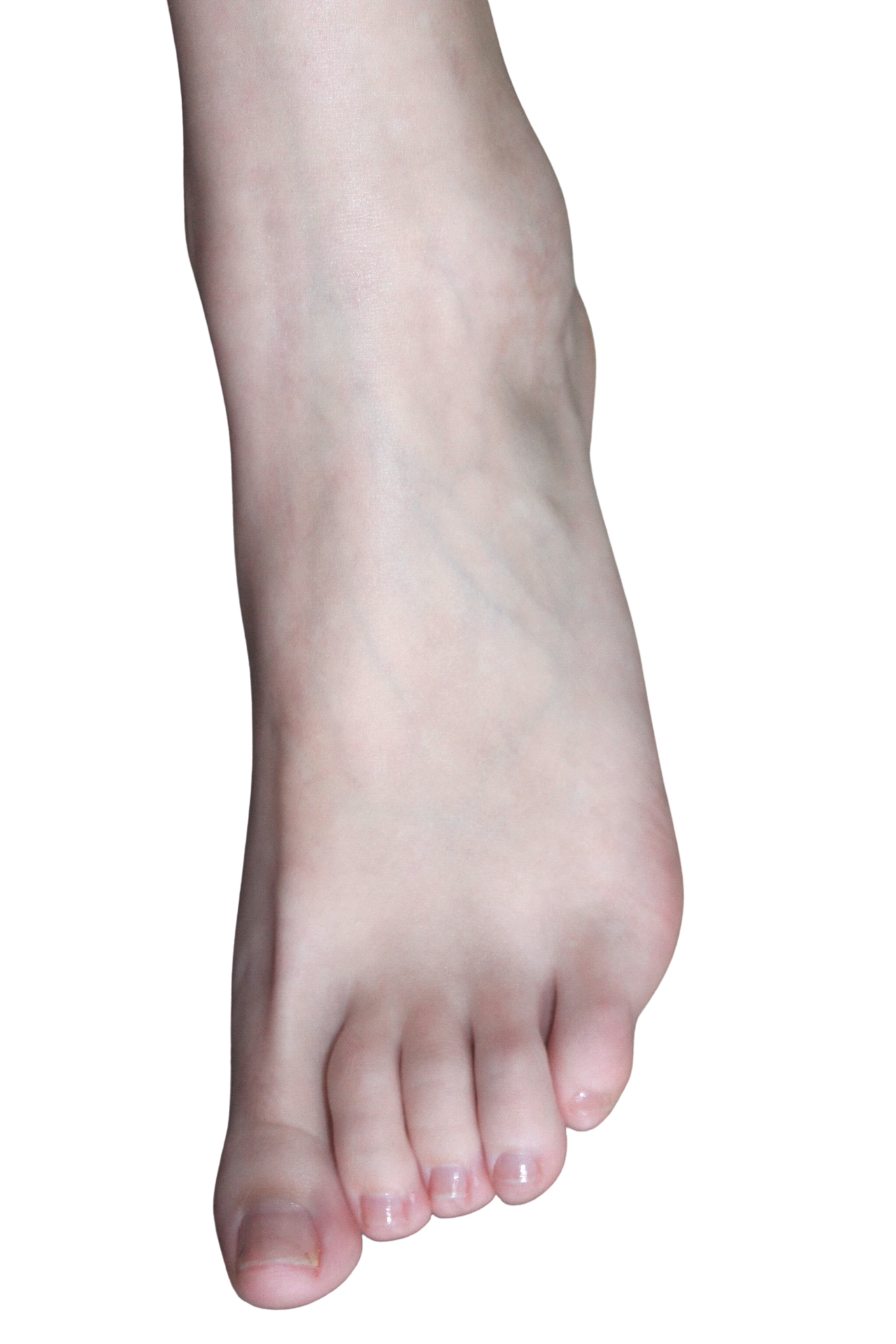
Egyptisk fot

Egyptisk fot är en fot där stortån är den längsta av fotens fem tår. Namnet härrör från studier av klassisk konst då denna fotform idealiserades inom klassisk egyptisk konst, Egyptisk fot, i förhållande till den så kallade grekiska foten där stortån är kortare än andra tån på foten, har associerats med olika etniskt ursprung men detta är mycket omdiskuterat. Utöver dessa två fotformer finns även beskrivet en romersk, en germansk och en keltisk fotform som på samma sätt skulle indikera en persons genetiska ursprung. Den egyptiska foten är den vanligaste formen av fot och förekommer hos cirka 60 % av befolkningen. Mindre än 10 % av världens befolkning har grekisk fot.